# 阿拉斯加铁路
阿拉斯加铁路（英语：Alaska Railroad）是美国阿拉斯加州的一间州属公营铁路公司，同时是对该公司所运营的铁路线路的称呼。线路等级为二级。1914年由阿拉斯加州政府收购阿拉斯加州数家铁路公司成立。同时提供客运服务和货运服务。 2016年，公司净亏损430万美元，毛利润1.698亿美元，总资产11亿美元。
阿拉斯加铁路全线呈不标准的倒Y型，所有线路均位于美国阿拉斯加州（不包括铁路轮渡线）南起苏厄德和惠蒂尔（两个南端起点），途经安克雷奇，到达费尔班克斯，之后继续前往艾尔森空军基地和溫賴特堡。历史上还能通往费尔班克斯东北部的育空河边。阿拉斯加铁路所属铁路线路长约1056公里，包括干线和支线，支线部分长约800公里。阿拉斯加铁路不与其它任何铁路线路相连（不包括铁路轮渡）。

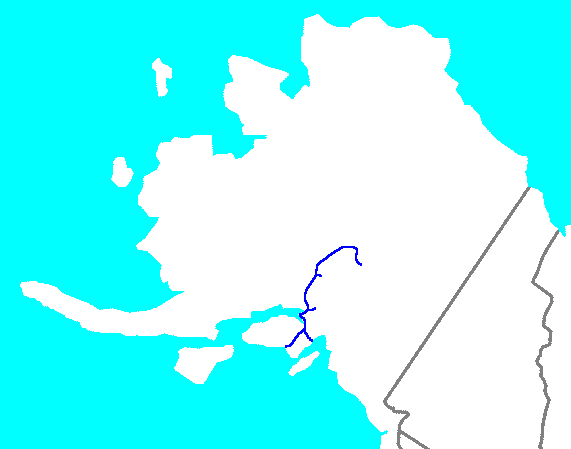
阿拉斯加铁路线路图

## 规划中的延伸线

### 向北延伸至德尔塔章克申
至少在在2009年，即有将铁路由费尔班克斯延伸至德尔塔章克申的规划。该工程原计划于2010年完工，但其中的关键性部分跨塔纳纳河塔纳纳河的桥梁迟迟不能开工，相关的铁路连接线也没有开工。 2011年，阿拉斯加州计划提供4000万美元用于修建这座桥梁，建成初期为公路桥，在通往德尔塔章克申的铁路开工后将转换有阿拉斯加铁路途径的为公铁两用桥。美国国防部另将为建桥提供1亿美元资金，因为该桥梁将能够提供一条通往葛瑞利堡和塔纳纳联合训练基地（Joint Tanana Training Complex）两处美军基地的的陆路通道。 塔纳纳河大桥于2011年9月28日举办开工典礼，2014年通车（仅包括军用公路部分）。

### 麦肯齐点铁路
美国地上交通运输委员会曾于2011年11月21日提议修建从位于阿拉斯加州休斯顿的既有铁路干线至阿拉斯加州麦肯齐点长25英里（40千米）的铁路新线。

### 安克雷奇通勤铁路
目前有在阿拉斯加铁路安克雷奇都会区段提供通勤铁路服务的计划，线路走向为安克雷奇↔鹰河↔马塔努斯卡山谷。但因途径该路段的货运列车班次较为频密，需在该路段增加股道才能实现这一规划。
2003年修建了连接泰德·史蒂文斯安克雷奇国际机场的铁路支线，并在泰德·史蒂文斯安克雷奇国际机场设立火车站。但该支线从未面向公众提供常规定期旅客列车服务，但有邮轮公司通过包租旅游专列的形式提供从泰德·史蒂文斯安克雷奇国际机场到邮轮港的接驳服务。 阿拉斯加铁路在泰德·史蒂文斯安克雷奇国际机场的车站的名称为“比爾·謝菲爾德阿拉斯加铁路站（Bill Sheffield Alaska Railroad Depot）”，该站以阿拉斯加州前州长比爾·謝菲爾德的名字命名。

### 加拿大—阿拉斯加铁路
自从19世纪至今，曾先后存在许多个直连加拿大和美国阿拉斯加州的铁路规划。其中，规划中连接美国阿拉斯加州和美国本土48州的铁路亦途径加拿大。但到目前为止，加拿大和美国阿拉斯加州之间无直连铁路。现时美国阿拉斯加州和美国本土48州之间有铁路轮渡。

#### 计划中连接至美国本土48州的铁路
2001年，时任美国阿拉斯加州国会参议员法兰克·穆考斯基（不久后成为阿拉斯加州州长）成立了用于研究在美国阿拉斯加州和加拿大间修建铁路的双边委员会，加拿大联邦政府实际上并未参与且未提供资金。但加拿大育空地区政府则表示出了兴趣。
该委员会于2006年提出将加拿大育空地区卡马克斯作为未来铁路枢纽的规划。当时曾坐出多个相关规划，但连接美国阿拉斯加州和美国本土48州的铁路却未建成。
在拱心石输油管道中的相关项目取消后，连接美国阿拉斯加州和加拿大的铁路再次成为替代方案。 2015年11月，加拿大媒体《国家邮报》报道了修建连接加拿大南部的阿尔伯塔省和美国阿拉斯加州的铁路规划。在这一设想中，线路北起美国阿拉斯加州德尔塔章克申，沿途的加拿大育空地区卡马克斯作为铁路枢纽，这些和之前的规划一样。之后经加拿大育空地区沃森湖镇后进入加拿大不列颠哥伦比亚省，并在不列颠哥伦比亚省纳尔逊堡设站。再经加拿大阿尔伯塔省和平河镇到达南端终点加拿大阿尔伯塔省麦克默里堡。该铁路方案由Assembly of First Nations提出。 目前还不清楚这条铁路连接是否会同时提供货运和客运服务，就像阿拉斯加铁路一样。
2020年9月25日，美国总统唐纳德·特朗普宣布向阿拉斯加—阿尔伯塔铁路发展公司发出总统许可证，即批准美国阿拉斯加铁路和加拿大方面合作修建连接美国阿拉斯加州和加拿大阿尔伯塔省的“阿拉斯加—阿尔伯塔铁路（英文全称：Alaska-Alberta Railway，英文简称：A2A Railway）”。 规划中的“阿拉斯加—阿尔伯塔铁路”美国阿拉斯加州一侧的起点位于北极市，经加拿大育空地区、加拿大不列颠哥伦比亚省纳尔逊堡、到达终点加拿大阿尔伯塔省麦克默里堡。 阿拉斯加—阿尔伯塔铁路也一直在与马塔努斯卡-苏西特纳自治市镇就兴建通往其所属的麦肯齐点的铁路进行谈判。

## 联外铁路轮渡
阿拉斯加铁路现有联通美国阿拉斯加州至美国华盛顿州西雅图的铁路轮渡，停靠点包括安克雷奇、惠蒂尔、费尔班克斯、西雅图海港岛。
历史上曾有加拿大国家铁路运营的名为“Aquatrain”的铁路轮渡线路，一端终点位于美国阿拉斯加州惠蒂尔，另一端终点位于加拿大鲁珀特王子港，1962年开通，2021年4月停运。